# Renaixement cèltic

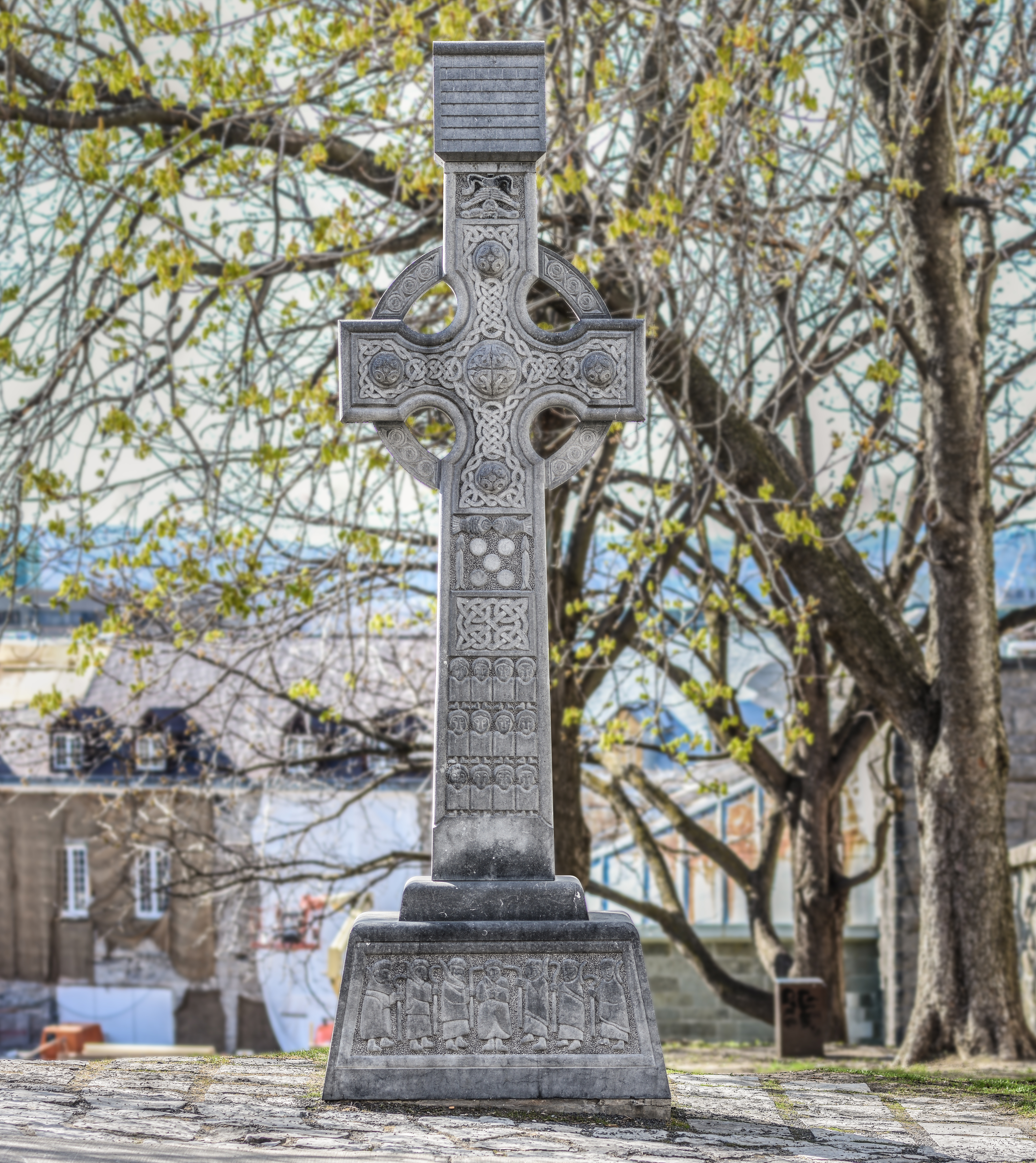
Creu celta a Quebec (Compareu amb l'original.

El renaixement cèltic abasta una gran varietat de moviments i tendències dels segles xix i xx que es basaven en les tradicions de la literatura i de l'art celta, o el que sovint els historiadors anomenen art hibernosaxó. Tot i que aquest renaixement era un moviment complex i polifacètic, puix que es va donar en molts camps i a diversos països del nord i oest d'Europa, la seva millor encarnació fou potser el renaixement literari irlandès, també conegut com a crepuscle cèltic ("celtic twilight"). Escriptors irlandesos com William Butler Yeats, Lady Gregory, "AE" Russell, Edward Martyn i Edward Plunkett (Lord Dunsany) estimularen una nova apreciació de la literatura i poesia irlandeses.
En moltes de les seves facetes, però no en totes, el renaixement representà una reacció contra la modernització. Això era particularment cert a Irlanda, on les relacions entre l'arcaic i el modern eren antagòniques, la història era fracturada i on, segons Terry Eagleton, "en el seu conjunt [la nació] no havia fet el salt de la tradició a la modernitat". Fou part i corol·lari del moviment de medievalisme, tot reconeixent que Anglaterra havia tingut una herència celta preanglosaxona.

## Història
A partir del segle xvii els antiquaris van fer recerques sobre cultura celta i història de la Gran Bretanya i Irlanda, destacant-hi Owen Jones a Gal·les i Charles O'Conor a Irlanda. Les fonts manuscrites clau foren localitzades i editades gradualment, els monuments foren identificats i publicats, i van fer treball de camp essencial recollint històries, música i paraules. L'escriptor i antiquari gal·lès Iolo Morganwg va alimentar la creixent fascinació amb tot el cèltic fundant el Gorsedd, que (amb els seus escrits) es convertirien en l'espurna del moviment neodruida. L'interès per la cultura gaèlica escocesa augmentà considerablement durant l'inici de l'època romàntica a la fi del segle xviii, amb l'Ossian de James Macpherson assolint fama internacional juntament amb les novel·les de Sir Walter Scott i la poesia i cançons de l'irlandès establit a Londres Thomas Moore, amic i marmessor de lord Byron. Arreu d'Europa el moviment romàntic inspirà un gran renaixement de l'interès pel folklore, els contes populars i la música folk; fins i tot Beethoven fou comissionat a produir una sèrie d'arranjament de cançons populars escoceses. D'altra banda, en el que llavors era el Regne Unit de tot l'arxipèlag, això va encoratjar i va alimentar d'un augment del nacionalisme, que va ser especialment intens a Irlanda.

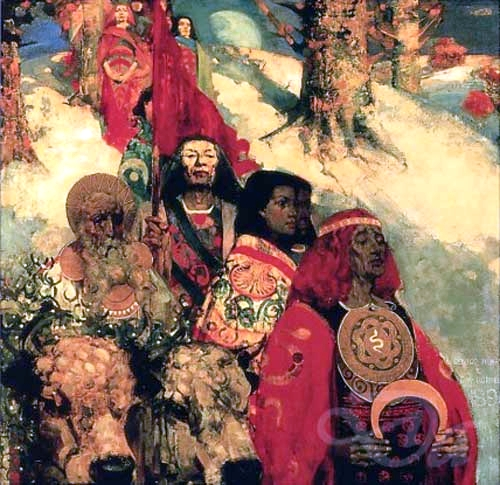
Druides portant el vesc per E. A. Hornel

A mitjans del segle xix el renaixement va continuar amb Sir Samuel Ferguson, el moviment Jove Irlanda i altres a Irlanda, i una gran munió, ara gairebé obligada, d'escriptors que popularitzaren històries, obres històriques dubtoses i altre material de treball de nacions que reclamaven tenir origen cèltic. Al mateix temps els treballs històrics i arqueològics començaren a fer progressos en la construcció d'un millor enteniment de la història cèltica. També augmentà l'interès en l'art ornamental celta i s'usaren els motius cèltics en arquitectura i en decoració com a la Grammar of Ornament d'(un altre) Owen Jones. Entre d'altres, la mateixa reina Victòria d'Anglaterra portava imitacions de l'ornament insular fermall celta del segle VII-IX a finals de 1840, molts d'ells elaborats a Dublín per West & Son i altres artesans.
La formació de la Unió Social d'Edinburg el 1885, que incloïa un nombre de figures significatives de les arts, l'artesania i els moviments estètics que esdevingué part d'un intent de facilitar un renaixement cèltic a Escòcia, similar al que tenia lloc a Irlanda, utilitzant la història i els mites antics per a produir art en llengua moderna. Figures clau foren el filòsof, sociòleg, urbanista i escriptor Patrick Geddes (1854–1932), l'arquitecte i dissenyador Robert Lorimer (1864–1929) i l'artista dels vidres de colors Douglas Strachan (1875–1950). Geddes establí un col·legi informal en habitatges per als artistes a Ramsay Garden a Castle Hill d'Edinburg el 1890. Entre les figures implicades en el moviment hi era Anna Traquair (1852–1936), comissionat per la Unió a fer les pintures murals de la Capella Mortuòria de l'Hospital per a Nens Malalts d'Edinburg (1885–1886 i 1896–1898) i també treballà en metall, il·luminació, il·lustració, brodat i enquadernació. L'exponent més significatiu del renaixement artístic a Escòcia fou el nadiu de Dundee John Duncan (1866–1945). Entre els seus treballs més influents hi les pintures de personatges celtes Tristan and Iseult (1912) i St Bride (1913).

### 1900–20

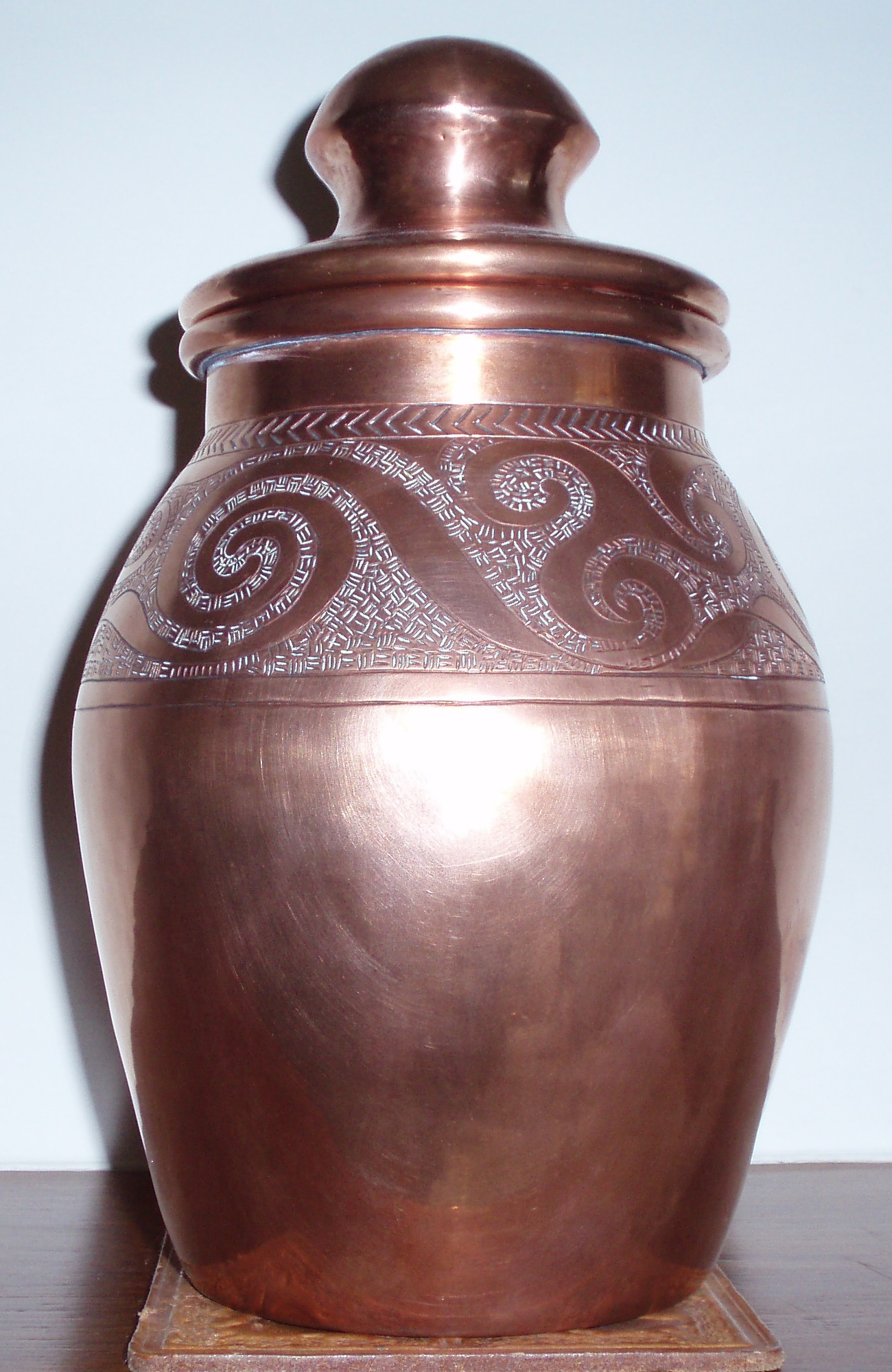
Gerra de coure moderna amb un motiu celta.

El renaixement literari irlandès encoratjà la creació de treballs escrits en l'esperit de la cultura irlandesa com a firma distinta de la cultura anglesa. Això es devia en part a les necessitats polítiques d'una identitat irlandesa individual. Aquesta diferència es mantenia viva per la invocació del passat històric d'Irlanda, els seus mites, llegendes i folklore. Hi hagué un intent de revitalitzar el ritme i la música del gaèlic irlandès.
Figures com Lady Gregory, William Butler Yeats, George Russell, J.M. Synge i Sean O'Casey va escriure moltes obres i articles sobre la situació política d'Irlanda en aquells moments. El renaixement gaèlic i el nacionalisme irlandès freqüentment se superposaven en llocs de reunió com An Stad, un estanc a North Frederick Street propietat de l'escriptor Cathal McGarvey i freqüentat per figures literàries com James Joyce (encara que Joyce va tractar el moviment de forma força menyspreativa, sentint que traïa les realitats sobre la Irlanda urbana) i Yeats, juntament amb líders del moviment nacionalista com Douglas Hyde, Arthur Griffith i Michael Collins. Estaven relacionats amb un altre gran símbol del renaixement literari, l'Abbey Theatre, que va servir com a escenari de molts dels nous escriptors i dramaturgs irlandesos de l'època.
En 1892, Sir Charles Gavan Duffy va dir:
| « | "Un grup de joves, entre els més generosos i desiteressats dels nostres annals, eren ocupats desenterrant les relíquies de la nostra història, il·luminant el present amb el coneixement del passat, posant novament en llurs pedestals les estàtues dels pròcers irlandesos, assaltant errors que han estat impunement inqüestionables i fins i tot venerables, i escalfant com el vi fort el cor de la gent amb cançons de valor i esperança; i feliçment no es trobaren aïllats en la seva obra pia, sinó que encoratjaren i sostingueren únicament un exèrcit d'estudiants i simpatitzants que jo veig avui". | » |

El renaixement cèltic, sovint conegut també com a Crepuscle Cèltic, fou un moviment internacional. El dissenyador irlandès dels Estats Units Thomas Augustus "Gus" O'Shaughnessy va fer una elecció conscient per connectar el seu art amb les arrels del disseny irlandès. L'arquitecte de Chicago Louis Sullivan incorporà el dens entrellaçat d'inspiració celta en l'adorn dels seus edificis. El pare de Sullivan va ser un músic tradicional irlandès i tots dos eren ballarins, mostrant com la seva creativitat no estava arrelada en la seva educació oficial. Format en la forja del vidre i treballant en un estil Art Nouveau, O'Shaughnessy dissenyà una sèrie de finestres i plantilles interiors per la vella església de Sain Patrick de Chicago, un projecte iniciat a 1912.

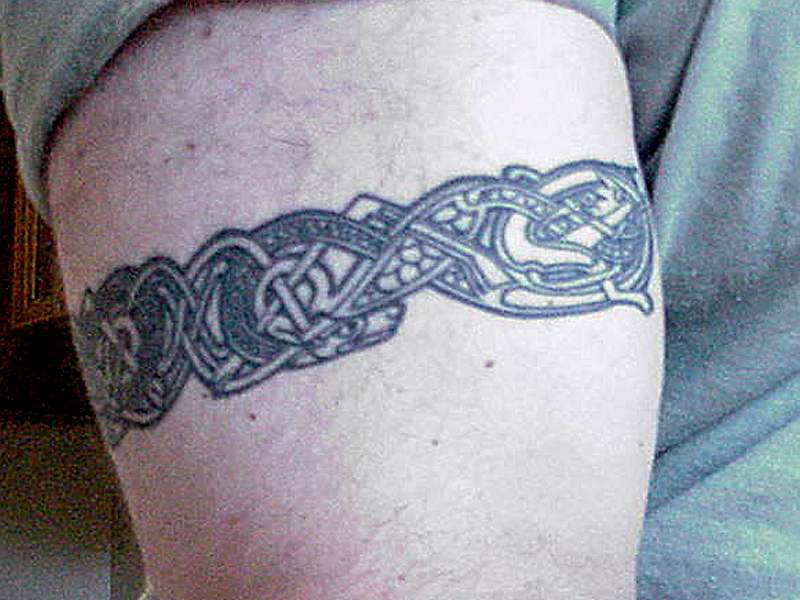
Tatuatge d'estil cèltic

L'"estil plàstic" del primer art cèltic fou un dels elements que alimentaven l'estil decoratiu del modernisme, molt conscientment pel que al treball de dissenyadors com el mannès Archibald Knox, qui va fer molta feina per Liberty & Co, especialment per als dissenys metal·litzats tundric i cymric en peltre i or o plata. Molts dels exemples més extravagants de l'estil plàstic provenen de la moderna República Txeca, i van influir en el dissenyador i artista modernista txec Alfons Mucha.
L'interllaçat, que encara és vist com una forma "cèltica" de decoració, ignorant una mica els seus orígens germànics i el seu llco prominent en l'art medieval anglosaxó i escandinau, ha quedat com un motiu en moltes formes de disseny popular, especialment als països cèltics i sobretot a Irlanda, on encara queda com a signatura d'estil nacional. En la dècada del 1960 hi hagué un renaixement del disseny, per exemple en el logotip Biba, i ha estat usat arreu del món en tatuatges i en diversos contexts i mitjans en treballs de fantasia amb un ajustament quasi dels anys obscurs. The Secret of Kells és un llargmetratge d'animació filmat en 2009 durant la creació del Llibre de Kells que fa servir molt disseny insular.

### Cornualla
El terme renaixement cèltic s'usa sovint per a referir-se al renaixement cultural cèltic de Cornualla de començaments del segle xx. Es caracteritzà per un creixent interès pel còrnic iniciat per Henry Jenner i Robert Morton Nance en 1904. La Federation of Old Cornwall Societies es va formar en 1924 per a "mantenir l'esperit cèltic de Cornualla", seguit pel Gorseth Kernow en 1928 i la formació del partit polític còrnic Mebyon Kernow en 1951. Aquest renaixement s'ha propagat a través del mar d'Irlanda cap al nord d'Anglaterra, amb els intents de reconstrucció de nombrosos tipus de gaita (com la gran gaita de Lancasire) i un creixent interès per les Northumbrian smallpipes. També hi ha intents de reconstruir el cúmbric, l'antiga llengua britànica del nord-oest d'Anglaterra, un romanent dels regnes cèltics d'Hen Ogledd.

### Galícia

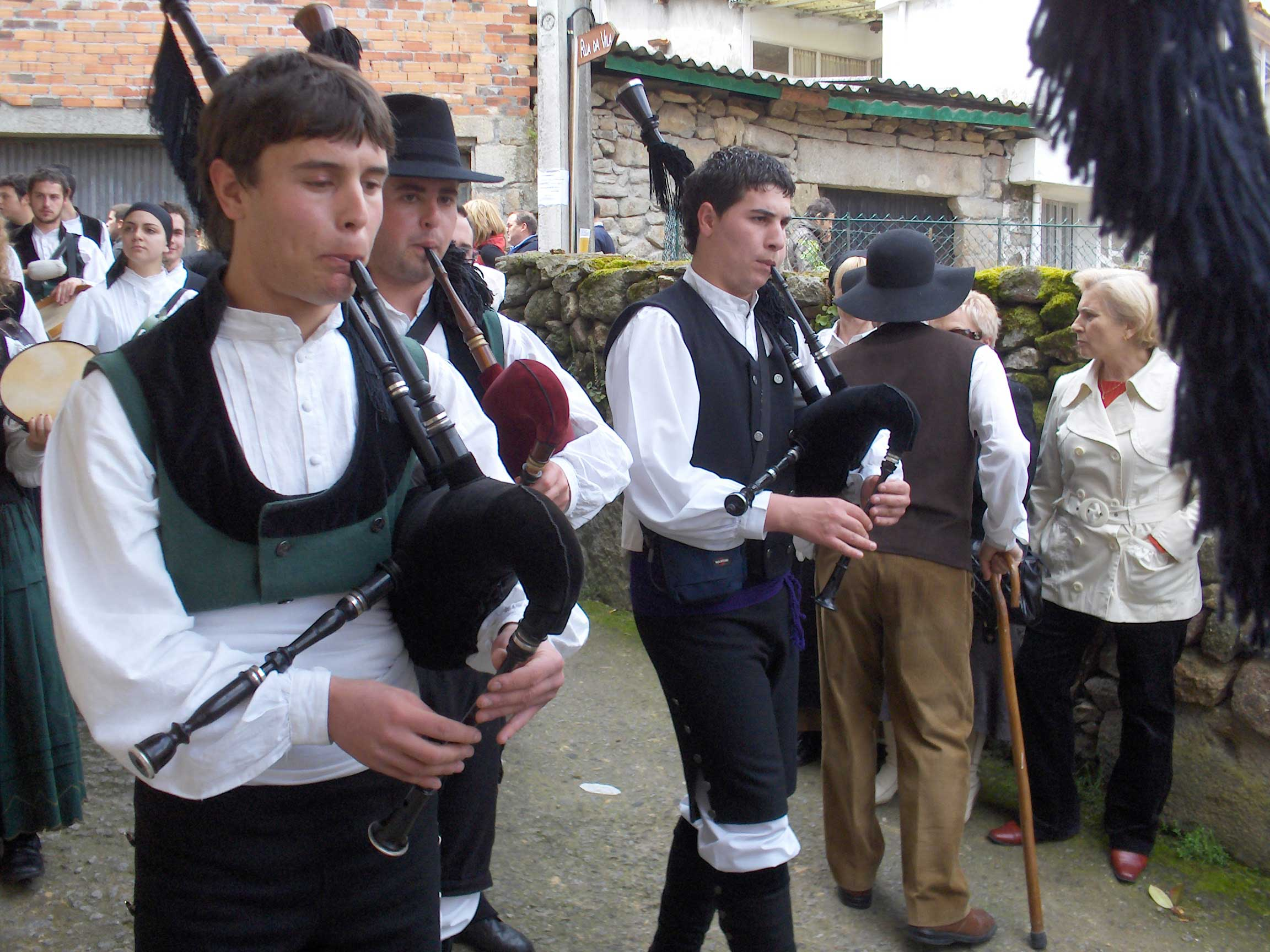
Gaiters gallecs. Moltes formes de cultura gallega foren perseguides durant el règim de Franco.

Galícia té també el seu propi renaixement cèltic. Durant la dictadura de Francisco Franco, totes les formes de cultura regional foren suprimides en favor d'una "cultura espanyola" unificadora, tot i que el mateix Franco era gallec. Després de la mort de Franco el 1975 les cultures regionals tornaren a florir. Entre els músics gallecs més destacats tenim Carlos Núñez, Luar na Lubre i Susana Seivane. També s'ha destacat en el reviscolament del gallec com a llengua oficial i quotidiana.